# Saint-Christophe-du-Ligneron
Saint-Christophe-du-Ligneron település Franciaországban, Vendée megyében. Lakosainak száma 2653 fő (2022. január 1.). Saint-Christophe-du-Ligneron Apremont, Challans, Commequiers, Falleron, Froidfond, Maché és Saint-Paul-Mont-Penit községekkel határos.

## Népesség
A település népessége az elmúlt években az alábbi módon változott:
| Lakosok száma | 2529 | 2531 | 2586 | 2554 | 2570 | 2586 | 2620 | 2632 | 2653 |
|               | 2013 | 2015 | 2016 | 2017 | 2018 | 2019 | 2020 | 2021 | 2022 |